# NGC 150
NGC 150 (còn được gọi là PGC 2052) là một thiên hà xoắn ốc có thanh trong chòm sao Ngọc Phu. Nó cách hệ mặt trời khoảng 70 triệu năm ánh sáng và có đường kính khoảng 55.000 năm ánh sáng. Nó được phát hiện vào ngày 20 tháng 11 năm 1886, bởi Lewis A. Swift. Siêu tân tinh loại II SN 1990K được phát hiện trong NGC 150 và được báo cáo là tương tự như SN 1987A.